# وليم برينكلي
وليم برينكلي (بالإنجليزية: William Brinkley)‏ (10 سبتمبر 1917، كاستر سيتي في الولايات المتحدة - 22 نوفمبر 1993، ماكالين في الولايات المتحدة)؛ كاتب، مؤلف، صحفي وروائي أمريكي.

## روابط خارجية
- وليم برينكلي على موقع IMDb (الإنجليزية)
- وليم برينكلي على موقع قاعدة بيانات الفيلم (الإنجليزية)